# Panama City Beach
Panama City Beach est une ville située dans le comté de Bay, dans l'État de Floride aux États-Unis. Lors du recensement de 2010, sa population s'élevait à 12 018 habitants.

## Démographie
| Groupe            | Panama City Beach | Floride | États-Unis |
| ----------------- | ----------------- | ------- | ---------- |
| Blancs            | 89,5              | 75,0    | 72,4       |
| Métis             | 3,1               | 2,5     | 2,9        |
| Asiatiques        | 2,7               | 2,4     | 4,8        |
| Afro-Américains   | 2,3               | 16,0    | 12,6       |
| Autres            | 1,8               | 3,6     | 6,2        |
| Amérindiens       | 0,6               | 0,4     | 0,9        |
| Total             | 100               | 100     | 100        |
|                   |                   |         |            |
| Latino-Américains | 5,8               | 22,5    | 17,37      |

Selon l'American Community Survey, pour la période 2001-2015, 92,36 % de la population âgée de plus de 5 ans déclare parler l'anglais à la maison, 3,82 % déclare parler l'espagnol, 0,55 % le gujarati et 3,28 % une autre langue.
| 1960 | 1970 | 1980  | 1990  | 2000  | 2010   |
| ---- | ---- | ----- | ----- | ----- | ------ |
| 36   | 67   | 2 148 | 4 051 | 7 671 | 12 018 |